# Маккьюсик, Виктор
Виктор Элмон Маккьюсик (Мак-Кьюсик) (англ. Victor Almon McKusick; 21 октября 1921, Паркман, штат Мэн — 22 июля 2008, Тоусон, Мэриленд, США) — американский учёный, терапевт, генетик и кардиолог, профессор (с 1960), доктор наук. Считается основателем медицинской генетики.

## Биография
Сын педагогов, позже — фермеров. Его брат-близнец Винсент Л. Маккьюсик был главным судьёй Верховного Суда штата Мэн. В 1940—1942 годах слушал лекции по медицине в университете Тафтса. В 1946 году окончил Школу медицины Университета Джонса Хопкинса в г. Балтиморе. В том же году стал доктором наук.
Специализировался на внутренних болезнях и кардиологии.
С 1947 года преподавал в этой же школе. В 1957—1973 года был руководителем отделения медицинской генетики; с 1973 года — руководитель отдела медицины и главный врач госпиталя Джонса Хопкинса Университета Джонса Хопкинса.
Умер от рака в возрасте 86 лет.

## Научная деятельность
В. Маккьюсик создал концепцию о заболеваниях с генетическим компонентом и генах, ответственных за их развитие соединительной ткани, впервые выделил вариант гомоцистинурии, сходный с синдромом Марфана, открыл энзиматический дефект при синдроме Элерса—Данлоса (VII тип, или недостаточность пептидазы проколлагена), впервые определил локус антигена группы крови Duffy в хромосоме № 1; создал классификацию наследственных заболеваний. Им описана новая форма дисплазии скелета — метафизальная хондродисплазия типа Маккьюсика.
Инициатор и руководитель сбора информации в базу медицинских данных Менделевского наследования у человека в Университете Джонса Хопкинса, который продолжается и в настоящее время.
Фундаментальный труд В. Маккьюсика «Наследственные признаки человека» содержит перечень и описание аутосомных (доминантных и рецессивных) и сцепленных с X-хромосомой фенотипов.
Ряд его работ посвящён клиническим и эпидемиологическим исследованиям кардиоваскулярной патологии, исследованиям сердечно-сосудистой патологии.
Его именем названы Синдром Маккьюсика (синоним — метафизарная дисплазия), Синдром Маккьюсика-Кауфмана и другие.
Член Национальной академии наук США (с 1973), Американского философского общества(с 1975), Американской академии искусств и наук (с 1988), Английского королевского колледжа врачей (1974), член-корреспондент Национальной академии медицины Франции (1974).

## Избранные труды
- Mendelian Inheritance in Man. Baltimore 1966—1998
- Human Genetics. Englewood Cliffs 1969
- Heritable Disorders of Connective Tissue. St. Louis 1972
- Medical and Experimental Mammalian Genetics. New York 1987

## Награды и премии
- Международная премия Гайрднера (1977)
- Премия Уильяма Аллана Американского общества генетики человека (1977)
- Премия Национальной академии наук США за научный обзор (1982)
- George M. Kober Medal and Lectureship (1990)
- Медаль Бенджамина Франклина Американского философского общества (1996)
- Премия Ласкера-Кошланда за специальные достижения в медицине (Lasker-Koshland Special Achievement Award in Medical Science, 1997)
- Национальная научная медаль США (2001)
- Премия Японии (2008)
- Почётный доктор многих университетов
- Его имя носит Институт генетической медицины Университета Джонса Хопкинса.